# Rosa Pomar
Rosa Pomar (Lisboa, 1975) é uma artesã, investigadora, empresária, autora e bloguer portuguesa.

## Percurso
Filha do jornalista e crítico de arte português Alexandre Pomar e neta do pintor português Júlio Pomar.
Licenciada em História pela Universidade Nova de Lisboa, pós-graduada em História Medieval e com formação em artes plásticas.
Rosa Pomar conheceu a paixão pela malha desde muito nova, tendo aprendido a tricotar aos sete anos de idade, com a ajuda de uma prima mais velha, uma prática que prolongou durante toda a sua juventude.
A comunidade de Rosa Pomar começou em 2001, quando foi para Nova Iorque fazer um curso de verão e criou um blogue chamado A Ervilha Cor De Rosa, um trocadilho com o nome que escolheu para a primeira filha. Nesse blogue, mostrou um boneco de pano que fez para a bebé Elvira, produzido com técnicas artesanais e materiais antigos, mas com um desenho moderno. O boneco era tão singular que os leitores do blogue também o quiseram. Rosa Pomar passou a não ter mãos a medir para fazer os seus bonecos únicos e numerados, ao mesmo tempo que continuava a pesquisa e investigação de materiais e modos de produção artesanais.
Em 2004, lançou o primeiro encontro de tricô em Portugal.
Em 2008 criou uma loja online e, em 2009, inaugurou a Retrosaria, na Rua do Loreto, em Lisboa, uma loja e atelier onde Pomar dá regularmente workshops sobre todo o tipo de técnicas artesanais do modo de produção de manufacturas de pequenos têxteis que se encontram quase em vias extinção. Na Retrosaria, procura-se recuperar o conceito do arts and crafts, como modo de preservar saberes seculares, adaptando-os a padrões e desenhos mais contemporâneos.
Em 2013, publicou o livro Malhas Portuguesas, um manual avançado de tricô e ao mesmo tempo um estudo etnográfico desta arte. Além da pesquisa das fontes documentais, partiu com o ex-marido, o realizador Tiago Pereira, para os locais de norte a sul de Portugal e ilhas, onde ainda existe o ciclo de produção da lã e manufactura de vestuário.
Paralelamente à produção do livro, e no âmbito das pesquisas sobre os lanifícios portugueses, Pomar criou a sua própria marca de lã 100% feita em Portugal.
Em outubro de 2013, foi convidada do evento "Conversas em 3 Tempos", que decorreu na Casa da Cultura de Loulé, onde debateu o tema do "Lugar das Artes Tradicionais na actualidade" juntamente com a artesã do linho Otília Cardeira, entre outros. A conversa inseriu-se no evento "Ligações – o artesanato ligado ao futuro", no âmbito do projeto TASA – Técnicas Ancestrais Soluções Atuais, promovido pela Câmara Municipal de Loulé.
Pomar assume um papel ativo na vida pública, sendo empenhada na defesa do consumo consciente e da produção artesanal, contra a devassa dos azulejos tradicionais ou os modos de produção que privilegiam a quantidade em detrimento da qualidade.
É também mentora do projeto Lã em Tempo Real, dedicado à recolha das práticas relacionadas com o ciclo tradicional da lã.

## Obra
- 2013 - Malhas Portuguesas: História e Prática do Tricot em Portugal, Editora Civilização [4][6][7][10]
- 2016 - Meias de Grades de Bucos: as meias dos corações (co-autora), Câmara Municipal de Cabeceiras de Basto [11]